# Bakaran Batu (Lubuk Pakam)
Bakaran Batu is een bestuurslaag in het regentschap Deli Serdang van de provincie Noord-Sumatra, Indonesië. Bakaran Batu telt 9499 inwoners (volkstelling 2010).